# Lorenzo Baratter
Lorenzo Baratter (Rovereto, 29 gennaio 1973) è uno storico ed ex politico italiano.

## Biografia
È nato a Rovereto, in provincia di Trento. 
Conseguita la maturità presso il Liceo Antonio Rosmini di Rovereto, si è laureato in Storia contemporanea presso l'Università Ca' Foscari di Venezia con una tesi di ricerca dedicata agli IMI (Internati Militari Italiani) della provincia di Trento nella seconda guerra mondiale.
Già esponente del Partito Autonomista Trentino Tirolese (PATT), nel 2013 è stato eletto nel Consiglio della Provincia autonoma di Trento e quindi, ope legis, membro del Consiglio della Regione Trentino-Alto Adige. 
Nel 2018 ha restituito la tessera del partito: da allora non ha più alcuna appartenenza politica né incarico politico.
Tra le altre attività ha ricoperto il ruolo dal 2007 al 2022, di Direttore del Centro Documentazione Luserna - Dokumentationszentrum Lusern Onlus. 
Collabora inoltre con il quotidiano Dolomiten di Bolzano. 

### Incarichi
È stato coordinatore di vari progetti, tra i quali quello per il Centenario della Grande Guerra (1914-2014) per la Provincia autonoma di Trento.  
Da settembre 2011 a settembre 2013 è stato presidente del Museo degli usi e costumi della gente trentina di San Michele all'Adige. 
Dal 2007 al 2022 è stato direttore del Centro Documentazione Luserna  - Dokumentationszentrum Lusérn Onlus (dove ha ripreso servizio una volta conclusa la sua esperienza politica, nel 2018), fondazione per la quale ha curato anche i seguenti eventi espositivi:
- Storia de l'ors. L'orso nella cultura popolare trentina (2020)
- Solo il vento bussava alla porta. Omaggio a Flavio Faganello (2020)
- Fratello Lupo (2019)
- 1919, il ritorno dei profughi (2019)
- Galizia 1914. I soldati tirolesi e trentini sul fronte orientale nella prima guerra mondiale (2012)
- Un anno sull'Altipiano (2011)
- Giochi e giocattoli delle Dolomiti e delle Alpi Orientali (2010)
- Il cacciatore delle Alpi. Da predatore a gestore (2009)
- Le stagioni della vita. Abiti e costumi delle Dolomiti e delle Alpi orientali (2008)
- Dagli altopiani a Caporetto (2007)
- La Grande Guerra e l'offensiva di primavera del 1916 (2006)

In precedenza, presso il Centro, ha provveduto alla digitalizzazione e catalogazione del materiale archivistico relativo al primo conflitto mondiale ivi conservato. 
Da gennaio 2010 a ottobre 2011 è stato direttore del Kulturinstitut Lusérn, ente che si occupa della salvaguardia della lingua e della cultura Cimbra. Si è occupato anche di un progetto di ricognizione archivistica effettuato con Fabrizio Rasera, Censimento delle fonti edite e inedite sugli Internati Militari Italiani (IMI) 1943-1945 della provincia di Trento (Museo della Guerra di Rovereto, Rovereto, 2008).
Nel 2006 ha collaborato con la Fondazione Stava 1985 di Tesero.

### Controversie
Nel 2014, in occasione dell'anniversario della morte di Cesare Battisti, impiccato dagli austriaci durante la prima guerra mondiale, ha definito l'irredentista trentino un «parlamentare austriaco disertore», mentre circa l'ufficiale asburgico che lo arrestò, il trentino Bruno Franceschini, tradizionalmente considerato dalla storiografia italiana di ispirazione nazionalista un rinnegato, ha dichiarato: «era in realtà fedele ufficiale dell'Imperatore, chiamato in guerra nell'esercito austro-ungarico, combattente non per la "patria nefanda" – come avrebbe sentenziato la retorica nazionalista nel dopoguerra – ma per lo Stato, l'Impero austro-ungarico, nel quale egli era nato e cresciuto e del quale si sentiva parte». Tali affermazioni hanno suscitato varie polemiche.

### Vicende giudiziarie (il «patto elettorale») e proscioglimento
Nel 2016 è stato accusato di corruzione elettorale (art. 96 del DPR 361/1957) come candidato del PATT, del quale è stato capogruppo provinciale, in una vicenda che ha coinvolto le associazioni Schützen trentini, (il capo degli Schützen Paolo Dalprà e il vicecomandante Giuseppe Corona). In occasione delle elezioni provinciali del 2013, il Baratter aveva firmato un accordo scritto che così recitava:
"In vista delle prossime Elezioni per il rinnovo del Consiglio Regionale che si terranno il 27 ottobre 2013; considerata la volontà dei due candidati sotto indicati di farsi carico di rappresentare le istanze della Federazione degli Schützen del Tirolo Meridionale - WTSB e considerata la volontà della Stessa a dare pieno sostegno ai due candidati; I sottoscritti: Giuseppe Corona [...] e Lorenzo Baratter [...] si impegnano in caso di elezione a versare a titolo di Contributo Volontario alla Federazione degli Schützen del Tirolo Meridionale - WTSB la quota Mensile di €500,00 Cada Uno (diconsi Euro Cinquecento Cada Uno). In fede [seguono firme]".
La vicenda ha avuto notevole risalto sulla stampa locale e nazionale che fin da subito ha separato l'opinione pubblica tra innocentisti e colpevolisti, dove il Baratter si è sempre difeso sottolineando una personale ingenuità fatta comunque in totale buona fede.
Nella seduta del 16 gennaio 2017 Baratter ha chiesto l'applicazione, nel suo caso, dell'istituto della sospensione del processo per messa alla prova.
Il processo sul «patto elettorale» che lo ha visto protagonista si è concluso il 20 febbraio 2017 con una condanna per i due co-imputati nel processo. Infatti, mentre il consigliere provinciale autonomista, in una precedente udienza, aveva già concordato la cosiddetta «messa in prova» (tradotta con una sorta di “servizio civile” all’Anffas), gli altri due imputati - il capo degli Schützen Paolo Dalprà e il vicecomandante Giuseppe Corona - hanno scelto il rito abbreviato, venendo infine condannati in primo grado alla pena di cinque mesi e dieci giorni di detenzione.
Tale vicenda ha destato l'interesse del programma televisivo Le Iene che ha realizzato un servizio nel quale il Baratter ha evitato le domande del giornalista mandato ad intervistarlo.
Il 30 maggio 2017 il Tribunale di Trento ha emesso sentenza definitiva di proscioglimento nei confronti di Lorenzo Baratter, in quanto - con la riuscita del periodo di messa in prova - il reato risulta estinto.
Il 26 ottobre 2018 la Corte di appello di Trento ha stabilito, nel processo nei confronti di Dalprà e Corona, che il fatto non sussiste, ma in questa sentenza non era coinvolto direttamente lo storico e politico trentino, che aveva scelto altra via processuale.

## Opere
- Toni Ebner, 1918-1981 (Athesia, Bolzano, 2020)
- Il ritorno dei profughi (Centro Documentazione Luserna, Luserna, 2019)
- Storia del Trentino nel XX secolo (Athesia, Bolzano, 2017)
- La Cooperazione in parole semplici (Ecra, Roma, 2012)
- Enrico Pruner. Una vita per l'Autonomia (Athesia, Bolzano, 2012)
- Almanacco delle compagnie Schützen del Tirolo Meridionale (Egon, Rovereto, 2012)
- L'autonomia spiegata ai miei figli (Egon, Rovereto, 2011)
- La cooperazione spiegata ai miei figli (Egon, Rovereto, 2011)
- Clara Marchetto. Combattente per l'Autonomia (1911-1982) (Regione Trentino Alto Adige, Trento, 2011)
- Storia dell'ASAR (Associazione Studi Autonomistici Regionali) 1945-1948 (Zandonai Editore, 2009)
- Il Canonico Michael Gamper (Athesia, Bolzano, 2009)
- Giochi e giocattoli delle Dolomiti/Spiele und Spielzeug aus den Dolomiten (Centro Documentazione Luserna, Luserna, 2009)
- Le stagioni della vita/Die Jahreszeiten des Lebens (Centro Documentazione Luserna, Luserna, 2008)
- Anna Maria Mussolini. L'ultima figlia del Duce (Mursia, 2007)
- Una memoria affossata: gli internati militari italiani 1943-1945. Il caso di Bolzano (ANPI, Bolzano, 2007[19])
- La Grande Guerra delle minoranze. Ladini, mocheni e cimbri nella prima guerra mondiale (Gaspari Editore/Provincia autonoma di Trento, Udine, 2006)
- Dagli Altopiani a Caporetto (con DVD) (Centro Documentazione Luserna, Luserna, 2006)
- Le Dolomiti del Terzo Reich (Mursia, Milano, 2005)
- Tra vespri e soldati. Cronache dal santuario di Pietralba durante il secondo conflitto mondiale (Publilux, Trento, 2003)
- Dall'Alpenvorland a via Rasella. Storia dei reggimenti di Polizia Sudtirolesi (1943-1945) (Publilux, Trento, 2003).

Ha anche collaborato alle seguenti opere con propri scritti:
- Gerald Steinacher, Südtirol im Dritten Reich/L'Alto Adige nel Terzo Reich
- A. di Michele e R. Taiani, La Zona d'operazione delle Prealpi nella seconda guerra mondiale
- A. di Michele e R. Taiani, Die Operationszone Alpenvorland im Zweiten Weltkrieg
- E. Campolongo, L'ossario per i caduti dell'Esercito austro ungarico nel cimitero di Trento.

Infine ha collaborato, come consulente storico, alla realizzazione dei seguenti film:
- La Battaglia del Brennero realizzato dal regista Mauro Vittorio Quattrina, inerente ai bombardamenti effettuati durante la Seconda guerra mondiale dalle forze anglo americane lungo l'asse Verona-Brennero nel periodo 1943/1945 (2012)
- Heimat Südtirol. La missione di Michael Gamper, del regista Renzo Carbonera (2014).